# Tipula (Savtshenkia) glaucocinerea
Tipula (Savtshenkia) glaucocinerea is een tweevleugelige uit de familie langpootmuggen (Tipulidae). De soort komt voor in het Palearctisch gebied.